# Andrew Ridgeley
Andrew Ridgeley (n. 26 ianuarie 1963, Windlesham⁠(d), Surrey Heath, Anglia, Regatul Unit) este un muzician britanic, cunoscut în principal ca membru al formației Wham!, care a fost activă în anii 1980.  Andrew Ridgeley a fost co-fondatorul formației Wham! alături de George Michael. Wham! a avut un impact semnificativ asupra muzicii pop în acea perioadă, lansând hituri precum "Wake Me Up Before You Go-Go," "Last Christmas" și "Careless Whisper."
George Michael și Andrew Ridgeley au avut o prietenie strânsă și au avut succes în industria muzicală până la desființarea formației Wham! în 1986. După aceea, George Michael a continuat o carieră solo de succes, în timp ce Andrew Ridgeley a ales să se retragă din industria muzicală și să se concentreze pe alte interese.
Andrew Ridgeley a scris și publicat o carte de memorii numită "Wham! George Michael and Me" în 2019, în care a povestit despre perioada sa petrecută în formația Wham! și despre relația sa cu George Michael.

### Timpul petrecut în Wham!
Andrew Ridgeley și George Michael s-au întâlnit în 1975, când erau adolescenți, și au format mai târziu Wham! în 1981. Trupa a avut un succes rapid și a devenit una dintre cele mai populare formații pop ale anilor '80. Andrew a fost chitaristul și partenerul vocal al lui George Michael în trupă.

### Hituri notabile
Wham! a lansat numeroase hituri de top, inclusiv "Wake Me Up Before You Go-Go," "Last Christmas," "Freedom," și "Everything She Wants." Albumul lor "Make It Big" din 1984 a fost un mare succes și a contribuit semnificativ la popularitatea trupei.

### Despărțirea trupei
În 1986, Wham! a anunțat că se va despărți și a susținut un concert de adio numit "The Final" la Stadionul Wembley din Londra în fața a peste 72.000 de fani. După despărțirea formației, George Michael și Andrew Ridgeley au urmat cariere solo separate.

### Cariera post-Wham!
După despărțirea Wham!, Andrew Ridgeley a lansat un album solo numit "Son of Albert" în 1990, dar acesta nu a avut succes comercial. El s-a retras ulterior din lumea muzicii și s-a concentrat pe alte activități, inclusiv cursele de mașini.

### Memoriile "Wham! George Michael and Me"
În 2019, Andrew Ridgeley a publicat cartea de memorii "Wham! George Michael and Me," care a oferit o privire detaliată în viața sa și în experiența sa în trupa Wham! și relația sa cu George Michael. Cartea a primit atenție mediatică și a fost bine primită de fanii formației.
Andrew Ridgeley este cunoscut mai ales pentru contribuția sa la trupa Wham! și pentru prietenia sa cu George Michael. Deși a avut o carieră muzicală mai puțin prolifică după despărțirea formației, el rămâne o figură importantă în istoria muzicii pop a anilor '80.

## Discografie

### Solo
- Son of Albert (1990)

### cu Wham!
- Fantastic (1983)
- Make It Big (1984)
- Music from the Edge of Heaven (1986)